# Caripeta latiorata
Caripeta latiorata là một loài bướm đêm trong họ Geometridae.